# 5-ös metró (Brüsszel)
A brüsszeli 5-ös metró a Brüsszel délnyugati részén található Érasme/Erasmus (Anderlecht) és a délkeleti Herrmann-Debroux (Auderghem) állomások között közlekedik. A vonalának egy része a régi 1A metróé, aminek másik részén ma a 6-os metró közlekedik.

## Története
Keleti felén a szolgálatot a régi 1A metrótól vette át, délnyugati részén pedig régen az 1B metró közlekedett a Beekkant állomástól. Az új útvonalnak köszönhetően nem kell a szerelvényeknek megfordulniuk a Beekkant állomásnál, míg egészen 2009-ig, az 1A metrónak így kellett közlekednie, hogy átmenjen az észak-déli ágra. Ezzel jelentős időt is megspóroltak és a vezetőknek sem kell így átmenniük a vonat másik végére.

Az 1A és 1B metrók a Beekkant állomáson 2009 előtt

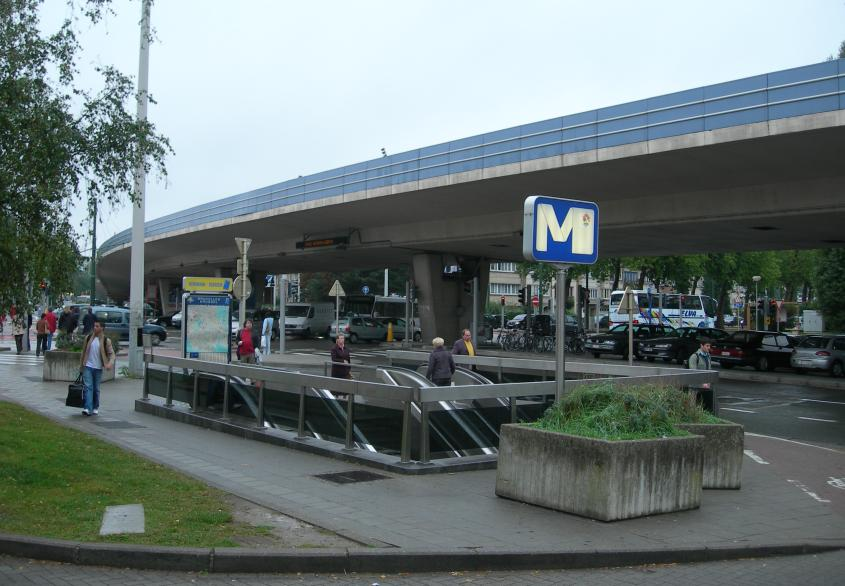
A Herrmann-Debroux végállomás bejárata

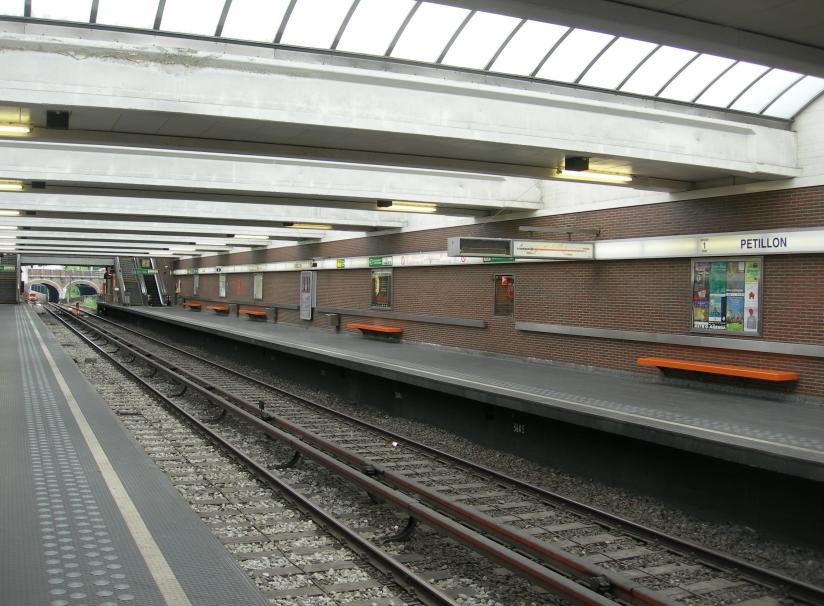
A Pétillon fedett állomása

## Vonalvezetése és állomásai
A központi része a vonalnak a Beekkant és Merode megállók között közös az 1-es metróéval, míg a külvárosban egyedül megy. Az 5-ös vonal 6 kilométeren keresztül együtt közlekedik az 1-es metróval, teljes menetideje körülbelül 40 perc. Az 5-ös metró nagy része a föld alatt húzódik, kivétel egy rövid szakasz a Gare de l’Ouest megállónál az Érasme irányába, illetve a Beaulieu és Demey, valamint a Thieffry és Delta állomások között.

### Állomások

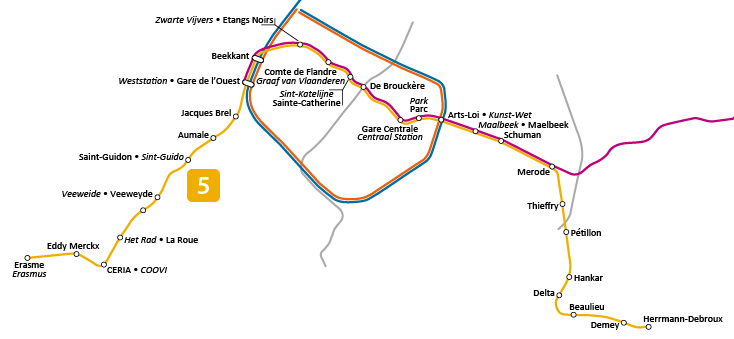
Az 5-ös metró térképe az érintett megállókkal

|  |   |  | Állomások                             | Városrészek                     | Átszállások                                                        |
|  | - |  | ------------------------------------- | ------------------------------- | ------------------------------------------------------------------ |
|  | o |  | Érasme/Erasmus                        | Brüsszel (Anderlecht)           | De Lijn                                                            |
|  | o |  | Eddy Merckx                           | Brüsszel (Anderlecht)           | De Lijn                                                            |
|  | o |  | CERIA/COOVI                           | Brüsszel (Anderlecht)           | 75, 98, De Lijn                                                    |
|  | o |  | La Roue/Het Rad                       | Brüsszel (Anderlecht)           | De Lijn                                                            |
|  | o |  | Bizet                                 | Brüsszel (Anderlecht)           | 75, De Lijn                                                        |
|  | o |  | Veeweyde/Veeweide                     | Brüsszel (Anderlecht)           | 49, De Lijn                                                        |
|  | o |  | Saint-Guidon/Sint-Guido               | Brüsszel (Anderlecht)           | 31, 46, 49, 81, N13, De Lijn                                       |
|  | o |  | Aumale                                | Brüsszel (Anderlecht)           | De Lijn                                                            |
|  | o |  | Jacques Brel                          | Brüsszel (Anderlecht)           | 89                                                                 |
|  | o |  | Gare de l'Ouest/Weststation           | Brüsszel (Molenbeek)            | 1, 2, 6, 82, 83, 86, De Lijn, SNCB                                 |
|  | o |  | Beekkant                              | Brüsszel (Molenbeek)            | 2, 6, 84, De Lijn                                                  |
|  | o |  | Étangs Noirs/Zwarte Vijvers           | Brüsszel (Molenbeek/Koekelberg) | 20, N16, De Lijn                                                   |
|  | o |  | Comte de Flandre/Graaf van Vlaanderen | Brüsszel (Molenbeek)            | 89                                                                 |
|  | o |  | Sainte-Catherine/Sint-Katelijne       | Brüsszel                        |                                                                    |
|  | o |  | De Brouckère                          | Brüsszel                        | 3, 4, 29, 31, 32, 33, 38, 46, 47, 63, 66, 71, 86, 88, N18, De Lijn |
|  | o |  | Gare Centrale/Centraal Station        | Brüsszel                        | 29, 38, 63, 65, 66, 71, SNCB                                       |
|  | o |  | Parc/Park                             | Brüsszel                        | 29, 63, 65, 66, 92, 94                                             |
|  | o |  | Arts-Loi/Kunst-Wet                    | Brüsszel                        | 2, 6, 22                                                           |
|  | o |  | Maelbeek/Maalbeek                     | Brüsszel                        | 22, 59, 64                                                         |
|  | o |  | Schuman                               | Brüsszel                        | 12, 21, 22, 36, 60, 79, N06, De Lijn, SNCB                         |
|  | o |  | Merode                                | Brüsszel (Etterbeek)            | 1, 22, 27, 61, 80, 81, 83, N06, SNCB                               |
|  | o |  | Thieffry                              | Brüsszel (Etterbeek)            | 36                                                                 |
|  | o |  | Pétillon                              | Brüsszel (Etterbeek)            | 7, 25                                                              |
|  | o |  | Hankar                                | Brüsszel (Auderghem)            | 34, N09, De Lijn, TEC                                              |
|  | o |  | Delta                                 | Brüsszel (Auderghem)            | 71, 72, De Lijn, Conforto, SNCB                                    |
|  | o |  | Beaulieu                              | Brüsszel (Auderghem)            | 17, 71                                                             |
|  | o |  | Demey                                 | Brüsszel (Auderghem)            | 41, 72                                                             |
|  | o |  | Herrmann-Debroux                      | Brüsszel (Auderghem)            | 41, 72, 94, N09, De Lijn, TEC, Conforto                            |

## Fordítás
- Ez a szócikk részben vagy egészben  a   Ligne 5 du métro de Bruxelles című francia Wikipédia-szócikk ezen változatának fordításán alapul.  Az eredeti cikk szerkesztőit annak laptörténete sorolja fel. Ez a jelzés csupán a megfogalmazás eredetét és a szerzői jogokat jelzi, nem szolgál a cikkben szereplő információk forrásmegjelöléseként.